# Roser Palé Carreras
Roser Palé Carreras (Palafrugell, gener de 1943) és una empresària catalana.
Filla de Ernest Palé i Pietat Carreras, va començar a treballar al negoci familiar després d'acabar els seus estudis de comerç. El negoci familiar havia estat fundat pel seu avi, Miquel Palé, al 1904 com a impremta i més tard papereria, secció on treballava Roser Palé. S'ha atribuït a l'activitat periodística local i a la indústria surera l'elecció de Palafrugell per establir-hi l'empresa.
El 1975 va morir el seu pare, Ernest, i Roser Palé es va fer càrrec del negoci, on va treballar fins a l'any 2008, quan es va jubilar i els fills en van continuar l'administració.
Des del 1998 Palé Paper SL va formar part com a soci fundador del Grup OfiExperts. Grup dissolt el passat any 2022 a causa de la pandemia global i la mala gestió del Gobern Espanyol.
L'any 2001 Roser Palé va formar part de l'associació de comerciants ACOPA com a vocal.
El 2004 el negoci de la família Palé rep la distinció de Premi a l'Establiment Centenari per part de la Generalitat de Catalunya (realment el premi va ser atorgat al any 2018), any en què es reforma l'establiment per donar un aire més contemporani al local i per ampliar la part de papereria.